# Dansk Røde Kors' fortjensttegn
Dansk Røde Kors' Fortjensttegn er en hædersbevisning, som Røde Kors i Danmark kan tildele til frivillige i ledende stillinger i DRK. Fortjensttegnet blev anlagt den 28. marts 1963 af Kong Frederik 9., og det erstattede den tidligere Dansk Røde Kors medalje. Fortjensttegnet deles i to grader: 
Dansk Røde Kors' Fortjensttegn I (D.r.K.Ft.1.)
Er reserveret for personer udenfor DRK, der på ekstraordinær måde støtter DRK.
Dansk Røde Kors' Fortjensttegn (D.r.K.Ft.)
Tildeles til frivillige, der enten har arbejdet:
- 4-6 år i Røde Kors' centrale administration,
- 8-10 år som sektionsleder e.l.,
- 12-15 år som medlem af en lokal bestyrelse e.l.